# Nordstemmen
Nordstemmen är en Gemeinde (kommun) i Landkreis Hildesheim i förbundslandet Niedersachsen i Tyskland, med cirka 
12 000 invånare.